# Може (Сім'ятицький повіт)
Може (пол. Morze) — село в Польщі, у гміні Городиськ Сім'ятицького повіту Підляського воєводства.
Населення — 92 особи (2011).
У 1975-1998 роках село належало до Білостоцького воєводства.

## Демографія
Демографічна структура станом на 31 березня 2011 року:
|          | Загалом | Допрацездатний вік | Працездатний вік | Постпрацездатний вік |
| -------- | ------- | ------------------ | ---------------- | -------------------- |
| Чоловіки | 48      | 5                  | 34               | 9                    |
| Жінки    | 44      | 2                  | 27               | 15                   |
| Разом    | 92      | 7                  | 61               | 24                   |